# Herrnwald

Lage im Landkreis Main-Spessart

Der Herrnwald ist ein 2,99 km² großes gemeindefreies Gebiet im Landkreis Main-Spessart im bayerischen Spessart. Es ist komplett bewaldet.

## Geographie

### Lage
Das Gebiet liegt östlich von Rengersbrunn. Die höchste Erhebung ist die Lohrer Hohe mit 508 m ü. NN. Es ist das flächenmäßig kleinste gemeindefreie Gebiet im Landkreis.

### Nachbargemeinden
|                    | Markt Burgsinn                                 |               |
| Gemeinde Fellen    | Kompassrose, die auf Nachbargemeinden zeigt    | Stadt Rieneck |
| Stadt Lohr am Main | Ruppertshüttener Forst (Gemeindefreies Gebiet) |               |